# Beesleylerche

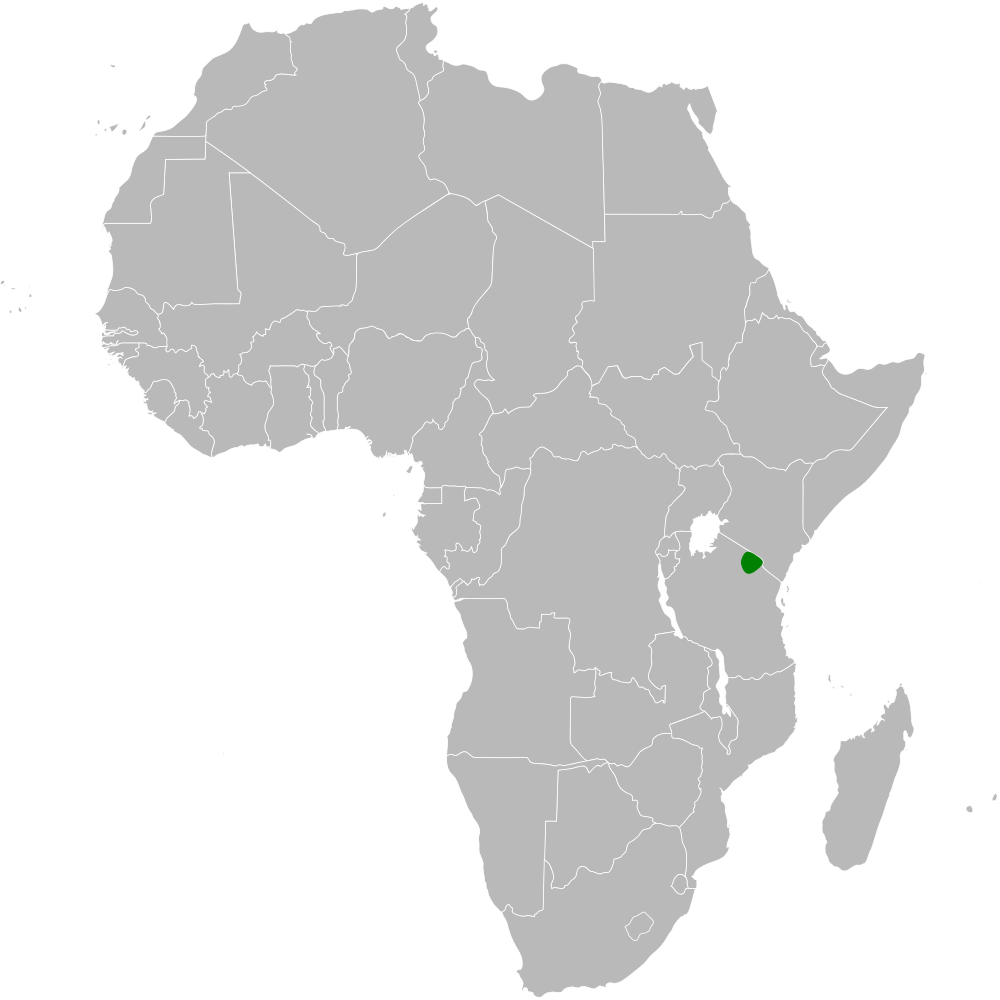
Verbreitungsgebiet der Beesleylerche

Die Beesleylerche (Chersomanes beesleyi) ist eine hochbeinige und kurzschwänzige kleine Art aus der Familie der Lerchen, die zwischen 15 und 20 Prozent kleiner als eine Feldlerche ist. Ihr Verbreitungsgebiet ist der Nordwesten Tansanias. Die Beesleylerche wurde ursprünglich als eine Unterart der Zirplerche eingestuft.

## Merkmale
Wie bei vielen Arten der Lerchen besteht bei der Beesleylerche kein auffallender Geschlechtsdimorphismus. Auffallend ist die aufrechte Körperhaltung, die diese Lerchenart einnimmt.
Der Scheitel, der Nacken und der Hinterhals sind hell rotbraun mit einer schwärzlichen Längsstrichelung, die im Nacken am feinsten ist. Die einzelnen Federn sind weißlich gesäumt. Die hellbraunen Halsseiten haben dunkelbraune Sprenkel, der Vorderhals ist weißlich mit einer ebenfalls braunen Sprenkelung. Der Überaugenstreif ist weißlich, ein gleichfarbiger Strich verläuft vom Schnabel zum unteren Augenrand. Die Ohrdecken sind etwas heller als der übrige Kopf. Der Mantel ist braun mit einem rötlichen Anflug und einer dunklen Längsstrichelung. Die einzelnen Rückenfedern haben weißliche Säume sowie schwarzbräunliche Zentren. Die Oberschwanzdecken sind rötlich braun und nahezu ohne jegliche Strichelung.
Das Kinn und die Kehle sind weiß, die übrige Körperunterseite ist hell gelblich-rotbraun. Die einzelnen Individuen weisen eine variable Anzahl von dunklen Stricheln auf, die bei einzelnen Vögeln jedoch auch vollständig fehlen kann. Die Hand- und Armschwingen sind braun mit schmalen gelbbraunen Säumen. Das Schwanzgefieder ist dunkelbraun, bis auf das mittlere Steuerfederpaar haben alle Steuerfedern weiße Spitzen.
Der Schnabel ist dunkel hornfarben, die Iris ist braun. Die Hinterzehe hat eine langgestreckte Kralle.

## Verbreitungsgebiet und Lebensraum
Das Verbreitungsgebiet der Beesleylerche ist der Nordwesten Tansanias.
Der Lebensraum sind Grassteppen, die nur sehr vereinzelt mit Büschen bestanden sind und auf denen Bäume vollständig fehlen. Sie kommt außerdem auf überweideten Arealen und in schütter mit Büschen bestandenen Halbwüsten sowie am Rand von Wüstengebieten vor.

## Lebensweise
Die Beesleylerche frisst Insekten und Sämereien. Wie alle Lerchen ist auch die Beesleylerche ein Bodenbrüter. Das Nest wird nicht überwölbt und befindet sich gewöhnlich im Schutz eines Steines, eines Erdwalls oder eines Grasbüschels. Die Eier sind weißlich mit bräunlich, gelblichen und rötlichen Flecken. Die Brutdauer beträgt etwa 12 Tage. Die Nestlinge werden von beiden Elternvögeln gefüttert und verlassen das Nest mit einem Alter von 10 Lebenstagen. Sie sind dann noch flugunfähig.

## Einzelbelege
1. ↑  Pätzold: Kompendium der Lerchen. S. 145.
2. ↑  Pätzold: Kompendium der Lerchen. S. 143.